# Илинойс (линеен кораб)
Илинойс (на английски: USS Illinois (BB-65)) е линеен кораб на САЩ. Петият в серията от шестте линкора на типа „Айова“. Заложен е на 6 декември 1942 г., но строителството му така и не е завършено.
„Илинойс“ е четвъртия кораб във военноморския флот на САЩ, наречен в чест на едноименния щат. Изначално „Илинойс“ трябва да стане главният линкор на типа „Монтана“, но по време на Втората световна война стават необходими по-бързи линкори за съпровождането на самолетоносачите от типа „Есекс“. В резултат на това „Илинойс“, в средата на войната, е преправен според проекта на линкорите от типа „Айова“ с цел икономия на време при строителството на нови бойни кораби., както и неговия систършип „Кентъки“. (на английски: USS Kentucky (BB-66)).
Благодарение на преработката „Илинойс“ получава по-висока с осем възела скорост, повече 20-милиметрови и 40-милиметрови зенитни оръдия, намаляването на ширината корпуса му позволява да преминава през Панамския канал. Но за разлика от типа „Монтана“ при „Илинойс“ е намалена броневата защита и е махната една от кулите на главния калибър с три 406 мм оръдия.
„Илинойс“ все още се намира в стадий на строителство, когато втората световна завършва и строителството му е спряно на 11 август 1945 г., когато готовността на кораба съставлява 22%.
Корпусът на линкора остава недостроен повече от десет години, в крайна сметка „Илинойс“ е отписан от флота и продаден за скрап през 1958 г.